# Eilema costistrigata
Eilema costistrigata là một loài bướm đêm thuộc phân họ Arctiinae, họ Erebidae.